# Edwin Boring
Edwin Garrigues Boring (Filadelfia, 23 ottobre 1886 – Cambridge, 1º luglio 1968) è stato uno psicologo statunitense.

## Biografia
Sua sorella maggiore era la zoologa Alice Middleton Boring.
Professore all'Università di Harvard dal 1928, sostenne la validità del metodo introspettivo. Della sua sterminata produzione si ricordano Una storia della psicologia (1929) e Storia, psicologia e scienza (1963).